# فرانك بي كيلر
فرانك بي كيلر (بالإنجليزية: Frank P. Keller)‏ هو مونتير أمريكي، ولد في 4 فبراير 1913 في بنسيلفانيا في الولايات المتحدة، وتوفي في 25 ديسمبر 1977 في هوليوود في الولايات المتحدة.

## وصلات خارجية
- فرانك بي كيلر على موقع IMDb (الإنجليزية)
- فرانك بي كيلر على موقع ألو سيني (الفرنسية)
- فرانك بي كيلر على موقع أول موفي (الإنجليزية)
- فرانك بي كيلر على موقع قاعدة بيانات الأفلام السويدية (السويدية)
- فرانك بي كيلر على موقع قاعدة بيانات الفيلم (الإنجليزية)
- فرانك بي كيلر على موقع كينوبويسك (الروسية)